# Relations entre le Bangladesh et l'Inde
Les relations entre le Bangladesh et l'Inde sont les relations bilatérales de la république populaire du Bangladesh et de la république de l'Inde.

## Histoire
Le Bangladesh et l'Inde sont des voisins d'Asie du Sud. Les relations diplomatiques entre les deux pays ont été inaugurées par la visite du Premier ministre indien Indira Gandhi le 19 mars 1972 à Dacca, où elle a signé le traité d'amitié, de coopération et de paix entre l'Inde et le Bangladesh, connu sous le nom de « traité Indira-Mujib de 1972 », avec le Premier ministre du Bangladesh de l'époque, Sheikh Mujibur Rahman,.
Les relations entre les deux pays ont généralement été amicales, bien qu'il y ait parfois des différends frontaliers. L'accord historique sur les frontières terrestres a été signé le 6 juin 2015, ce qui a ouvert une nouvelle ère dans les relations et a mis fin à tous les irritants dans les liens. Les deux pays sont membres communs de l'Association sud-asiatique pour la coopération régionale, du Bay of Bengal Initiative for MultiSectoral Technical and Economic Cooperation, de l'Indian Ocean Rim Association et du Commonwealth. Les deux pays partagent de nombreux liens culturels. En particulier, le Bangladesh et l'État du Bengale-Occidental, situé dans l'est de l'Inde, sont bengalisophones.
En 1971, la guerre de libération du Bangladesh a éclaté entre le Pakistan oriental et le Pakistan occidental ; l'Inde est intervenue en décembre 1971 en faveur du Pakistan oriental et a contribué à obtenir l'indépendance du Pakistan oriental par rapport au Pakistan en tant que pays du Bangladesh. Dans un sondage réalisé en 2014, 70 % des Bangladais ont exprimé une opinion et une perception favorables de l'Inde. Depuis la visite du Premier ministre indien Narendra Modi au Bangladesh en 2015 et la visite en retour du Premier ministre bangladais Sheikh Hasina en Inde en 2017, les développements notables qui ont eu lieu comprennent la résolution de frontières terrestres et maritimes en suspens depuis longtemps, affirmant la question des enclaves, la conclusion de plus de quatre-vingt-dix instruments comprenant dans les domaines de haute technologie, à savoir l'électronique, la cybersécurité, l'espace, les technologies de l'information et l'énergie nucléaire civile, et l'augmentation observée du commerce bilatéral de 9 à 10,46 milliards de dollars US au cours de l'exercice 2018-19, précédé de 7 à 9 milliards de dollars US au cours de l'exercice 2017-18, soit une augmentation de 28,5 %.
Les liens de l'Inde avec le Bangladesh sont de nature civilisationnelle, culturelle, sociale et économique. Beaucoup de choses unissent les deux pays : une histoire et un patrimoine communs, des liens linguistiques et culturels, une passion pour la musique, la littérature et les arts. Par ailleurs, Rabindranath Tagore, le polymath indien, a créé les hymnes nationaux du Bangladesh et de l'Inde en 1905 et 1911 respectivement. Les deux nations ont été de solides alliés pendant la guerre de libération du Bangladesh en 1971. À partir du milieu des années 1970, cependant, les relations se sont détériorées car le Bangladesh a développé des liens plus étroits avec les nations islamiques, a participé à l'Organisation de la conférence islamique et a mis davantage l'accent sur l'identité islamique que sur les racines ethnolinguistiques du pays. Dans les années 1980, les deux pays ont conclu des alliances différentes dans le cadre de la guerre froide, ce qui a encore refroidi les relations bilatérales. Avec le début de la libéralisation économique en Asie du Sud, ils ont forgé un engagement bilatéral et un commerce plus important. Le traité historique sur le partage des eaux du Gange a été conclu en 1996. L'Inde et le Bangladesh sont des partenaires stratégiques étroits dans la lutte contre le terrorisme. Ils sont également les principaux partenaires commerciaux de l'Asie du Sud.